# C. J. Obasi
Pour les articles homonymes, voir Obasi.
C. J. Obasi, également connu sous le nom de "Fiery" ou "The Fiery One", né à Owerri (Nigeria), est un réalisateur, scénariste et monteur nigérian,,.
Son premier long métrage, Ojuju, un film à budget zéro, a été présenté en première au Festival international du film africain en novembre 2014 et a remporté le prix du meilleur film nigérian. Cela lui a également valu le prix Trailblazer of the Year en mars 2015, aux Africa Magic Viewers' Choice Awards,.

## Biographie
Né dans la ville d'Owerri, Obasi grandit en regardant des films Hammer Horror, en lisant des romans de Stephen King et en regardant des adaptations cinématographiques de son travail. Dès l'âge de 3 ans, il regardait des films classiques et ses super-héros et méchants préférés, les recréant dans des bandes dessinées dessinées à la main.
Après avoir fréquenté l'école secondaire gouvernementale d'Owerri, Obasi étudie l'informatique à l'Université du Nigeria. En 2012, il crée Fiery Film Company, avec sa femme, le producteur de télévision et de cinéma, Oge Obasi et le regretté scénariste Benjamin Stockton.
Les débuts en tant que réalisateur d'Obasi ont lieu en 2014 avec le film à budget zéro Ojuju, un film à suspense de zombies. Le film est projeté dans divers festivals à travers le monde, dont le Festival du film panafricain à Los Angeles, le Festival du film antichoc à Prague, le Festival du film New Voices in Black à New York, le Nollywood Week Festival à Paris, le Festival du film Fantasia à Montréal, Afrique Festival international du film où il remporte le prix du meilleur film nigérian et autres ; recueillant des éloges universels de la part de critiques de renommée internationale tels que Todd Brown de Twitch Film, Tambay A. Obenson de Shadow and Act et Frank Scheck du Hollywood Reporter. 
Son deuxième film, O-Town, est sorti en 2015 avec un succès encore plus critique. Un thriller policier, O-Town, également écrit par Obasi, raconte l'histoire d'une petite ville embourbée dans le crime. O-Town s'inspire d'Owerri, le lieu de naissance d'Obasi.
En 2018, Obasi réalise l'adaptation cinématographique de la nouvelle africaine futuriste de Nnedi Okorafor Hello, Moto. Le court métrage, Hello, Rain, met en vedette Keira Hewatch dans le rôle de Rain, une scientifique et sorcière. En février 2017, Fiery Film Production prend une option sur cette nouvelle et commence la production. Il a eu sa première mondiale au Festival international du court métrage d'Oberhausen, le 6 mai 2018.

## Filmographie
| Titre                                 | Année | Société de production                                                   | Rôle                             |        |
| ------------------------------------- | ----- | ----------------------------------------------------------------------- | -------------------------------- | ------ |
| Ojuju (en)                            | 2014  | Fiery Film Company                                                      | Scénariste, réalisateur, monteur |        |
| O-Town (en)                           | 2015  | Fiery Film Company                                                      | Scénariste, réalisateur, monteur |        |
| Visions: An Anthology of Short Films  | 2017  | Surreal16 Collective                                                    | Co-scénariste, co-réalisateur    | [ 9 ]  |
| Hello, Rain                           | 2018  | Fiery Film Company Films d'Igodo Matanya Films                          | Scénariste, réalisateur          |        |
| Lionheart                             | 2018  | The Entertainment Network (T.E.N) Netflix                               | Coscénariste                     |        |
| Living in Bondage: Breaking Free (en) | 2019  |                                                                         | Co-scénariste                    | [ 10 ] |
| Juju Stories (en)                     | 2021  | 20 Pounds Production Ifind Pictures Fiery Film Osiris Creatives Cine9ja | Co-scénariste, co-réalisateur    |        |
| Mami Wata                             | 2023  | Fiery Film Company                                                      | Scénariste, réalisateur          |        |